# ADE 651
ADE 651 — фальшивый детектор взрывчатых веществ, выпускавшийся британской компанией ATSC. Согласно заявлениям производителя, прибор мог точно и эффективно обнаруживать различные типы взрывчатки и наркотиков, слоновую кость, драгоценные металлы и другие вещества, указывая направление поиска с большого расстояния. Поставки прибора осуществлялись более чем в 20 стран Азии и Среднего Востока, включая Ирак и Афганистан, по цене до $60000. По некоторым данным, правительство Ирака потратило на закупку ADE 651 до £52 млн.
Исследования, проведённые BBC и различными лабораториями, показали, что прибор представляет собой пустой пластиковый корпус со свободно закреплённой антенной, не содержит никакой электроники (в некоторых исполнениях использовалась грубая имитация электроники), напоминая лозоходную рамку, и не может выполнять заявленные функции. В январе 2010 года экспорт прибора был запрещён Правительством Великобритании, а директор ATSC был арестован по обвинению в мошенничестве. В июне того же года обыски по делу ADE 651 прошли ещё в нескольких компаниях. Компания ATSC была расформирована 5 марта 2013 года. 23 апреля 2013 года Джим Маккормик, основатель ATSC, был осуждён по трём эпизодам мошенничества и приговорён к десяти годам тюрьмы.
Использование данного прибора силовыми ведомствами в Ираке и Пакистане привело к крупному международному скандалу. Применение похожих приборов под названиями GT200 и Alpha 6 в Таиланде и Мексике также стало предметом расследования после скандала с ADE 651.

## Устройство и заявленная функциональность
ADE 651 состоит из штыревой антенны, вращающейся на установленном в пластиковую рукоятку шарнире. Прибор не требует батарей или другого источника питания. Согласно утверждению производителя, прибор питается исключительно за счёт генерируемого оператором статического электричества. Для использования прибора оператор должен сделать несколько шагов, чтобы «зарядить» его перед использованием, и при этом держать под определённым углом к телу. После установки в прибор соответствующей детектируемому веществу специальной «запрограммированной» пластиковой карты, вращение антенны прибора должно указать направление на обнаруживаемое вещество. В карте якобы содержалась некая информация, позволяющая прибору «настроиться на частоту» определённого вещества. По утверждению Хусама Мухаммада, иракского полицейского, использовавшего ADE 651, правильное применение устройства похоже скорее на мистический ритуал, чем на науку: «Если человек напряжён, то прибор не будет работать. Я не тороплюсь, приступая к работе, и стараюсь очистить свой разум». Карты, поставляемые в комплекте с прибором, необходимо было «запрограммировать» или «активировать», положив их на неделю в закрытую ёмкость вместе с небольшим количеством целевого вещества для абсорбции его паров. На старте продаж Маккормик демонстрировал работу устройства, производя «программирование» карты на поиск тканей человеческого организма при помощи собственной крови.
В рекламных материалах компании ATSC утверждалось, что ADE 651 может обнаружить различные вещества и предметы, включая огнестрельное оружие, наркотики, трюфели, человеческие тела, слоновую кость и банкноты на дистанциях до 1 километра на поверхности, до 10 метров — под землёй, и до 30 метров — под водой. При обследовании с воздуха гарантировалась высота обнаружения до 5 километров. В одном из рекламных видеороликов Маккормик заявлял, что прибор может обнаружить слона на дистанции 48 километров.
В качестве принципа работы прибора называлось «электростатическое магнитное притяжение ионов» (бессмысленная фраза с точки зрения физики). Из рекламных материалов следовало, что «путём программирования карт детектирования для настройки на определённое вещество (при помощи патентованного процесса сопоставления ионного заряда и структуры вещества) ADE 651 позволяет нейтрализовать все известные способы сокрытия целевого вещества». Производителем было заявлено, что прибор может обнаружить вещество сквозь любое препятствие, включая свинец, бетон или полости человеческого тела. Компания Prosec, реселлер ADE 651 из Ливана, утверждала на своём сайте, что принцип работы прибора основан на явлениях ядерного квадрупольного резонанса и ядерного магнитного резонанса. Сам Маккормик заявил BBC в 2010 году, что «теория, на которой основано лозоходство, и теория, которую мы используем для обнаружения взрывчатки, очень похожи».

## История создания
ADE 651 был создан на основе прибора под названием Quadro Tracker, который производился в 1990-х в США Уэйдом Квоттлбаумом (англ. Wade L. Quattlebaum). Квоттлбаум торговал автомобилями и занимался кладоискательством. Сначала он продавал фальшивые детекторы под названием «Суслик» (англ. Gopher) в качестве искателей мячей для гольфа. Приборы продавались относительно дёшево, по 69 долларов в розницу. Довольно скоро компаньоны Квоттлбаума выдвинули идею, которая помогла поднять цену прибора на несколько порядков — продавать прибор как детектор наркотиков и взрывчатки. Название было изменено на более солидное Quadro Tracker, в конструкцию прибора был добавлен блок «считывателя карт». Согласно заявлению производителя карты содержали специальный чип с информацией о субстанции, в некоторых модификациях «программирование» карт осуществлялось путём крепления к ней фотографии субстанции или объекта. Отсутствие источника питания объяснялось тем, что питание прибора осуществляется при помощи «статического электричества, вырабатываемого оператором при дыхании». Новый прибор удавалось продавать по цене от 395 до 8000 долларов в зависимости от модификации. Среди покупателей оказались несколько школ, отделов полиции и частных охранных агентств. Общий объём продаж достиг суммы порядка одного миллиона долларов, и позже выяснилось, что успешным продажам сопутствовала коррупция — в распространении оказались замешаны двое помощников федерального прокурора.
В 1996 году распространение Quadro Tracker привлекло внимание ФБР. Проведённая экспертиза показала, что прибор является фальшивкой, так как не может выполнять заявленные функции — пластиковый корпус не содержал никакой электроники, а прикрепленная к нему штыревая антенна свободно вращалась в горизонтальной плоскости. В том же году суд наложил запрет на продажу Quadro Tracker и аналогичных устройств, но трое топ-менеджеров Quadro Corporation, Уэйд Квоттлбаум, Рэймонд Фиск (англ. Raymond Fisk) и Уильям Лонг (англ. William Long), в 1997 году были оправданы судом присяжных — прокурору не удалось доказать преднамеренность мошенничества. Малькольм Роу (англ. Malcolm S. Roe), секретарь компании, успел уехать в Великобританию до начала процесса.
Ещё до начала процесса по делу Quadro Tracker Малькольм Роу познакомился в Великобритании с Сэмом и Джоан Три, семейной парой, занимавшейся легальным бизнесом, связанным с поставкой различных материалов (пакеты для сбора вещественных доказательств, дактилоскопический порошок и т. п.) для британской полиции. После своего отъезда из США Роу предложил им продолжить производство и продажу Quadro Tracker под другим названием. Роу, чета Три и некий Гэри Болтон, специалист по продажам, в 1999 году основали компанию Global Technical, и занялись продажей всё того же «универсального детектора» под названиями Alpha 6, GT200 и Mole.
Джим Маккормик (англ. Jim McCormick) родился в 1956 году в Ливерпуле. В середине 1970-х проходил обучение в центре подготовки полицейских в Мерсисайде, но не закончил его. Затем переехал в США, где занимался продажей различного электронного оборудования. После возвращения в Великобританию Маккормик основал компанию, занимавшуюся поставкой электроники (в том числе телекоммуникационного оборудования для силовых структур) в страны Африки, Азии и Латинской Америки. В 2000-м году он познакомился с Гэри Болтоном, и предложил ему помощь в расширении международных поставок «универсального детектора».
Первоначально Джим Маккормик был лишь одним из дилеров, занимавшихся перепродажей различных вариантов «универсального детектора». Сконцентрироваться на продажах в ближневосточные страны и Латинскую Америку его, как и основателей Global Technical, отчасти вынудила попытка одного из знакомых Маккормика продать прибор под маркой «Крот» (англ. Mole) в США, где ещё помнили скандал с Quadro Tracker. Лаборатория Sandia National Laboratories опознала прибор, как разновидность Quadro Tracker, но тем не менее провела полноценный двойной слепой тест, который показал неработоспособность прибора. После публикации отчёта пути Болтона и Маккормика разошлись. Первый просто сменил название прибора на GT200, а Маккормик основал компанию ATSC (Advanced Tactical Security & Communications) с целью начать собственное производство.
В 2005 году Маккормик начал с покупки большой партии «Сурков» (Gopher), дешёвой разновидности «универсального детектора», с которой когда-то начинал Квоттлбаум, и по-прежнему продававшейся в США в качестве искателя мячей для гольфа. Он выкупил 300 штук по цене 19,5 долларов, поместил на них этикетку с логотипом ATSC и продал их под названием ADE 100 в Ливан по 3000 долларов за штуку. Модификация ADE 101 продавалась уже по 7000 долларов.
После того как Маккормику удалось найти поставщиков для организации собственного производства, появилась новая модификация под названием ADE 650, которая отличалась увеличенными габаритами (вместо небольшого параллелепипеда появилась пистолетная рукоятка) и солидно выглядящей упаковкой. Цена выросла до 14000 долларов (поставка в Ливан), затем до 25000 (поставка в Нигерию).
В последней модификации под названием ADE 651 прибор получил внешний блок считывателя карт. Себестоимость прибора вместе с кейсом для переноски составляла около 250 долларов. По утверждению бывшего сотрудника ATSC, «все в ATSC знали, что внутри ADE 651 ничего не было». Нарастающая террористическая угроза в Ираке создала большой спрос на детекторы взрывчатки. Начиная с 2006 года Маккормику удалось продать в Ирак по меньшей мере 5000 устройств на сумму порядка 38 миллионов долларов.

## Использование в разных странах
ADE 651 широко использовался полицией и армией Ирака. Министерство Внутренних Дел Ирака закупило 800 устройств в 2008 году на сумму £20 миллионов, в 2009 году — ещё 700 на сумму £32 миллиона. Правительство Ирака платило за прибор до £37 тыс. при официально рекламируемой цене в £11500. Маккормик заявлял, что приборы были проданы по цене £5000 за штуку, а разницу в цене объяснил затратами на обучение и наценкой посредников. Обучение операторов прибора включало в себя «выработку правильной походки для получения статического электричества, необходимого для работы прибора».
ADE 651 использовался на сотнях армейских и полицейских контрольно-пропускных пунктов по всему Ираку, зачастую вместо физического досмотра автотранспорта. Генерал-майор Джихад аль-Джабири, глава взрывотехнического отдела МВД Ирака, высказывался в защиту прибора: «Магия это или наука — меня больше волнует обнаружение взрывчатки. Меня не интересует, что они говорят. Я знаю о взрывчатке больше, чем американцы. Скажу больше — я знаю о бомбах больше, чем кто-либо ещё во всём мире». На пресс-конференции он заявил, что ADE 651 обнаружил «сотни заминированных автомобилей и мин на дороге», а все неудачи были связаны с неграмотным применением прибора. Министр внутренних дел Джавад аль-Булани также высказался в поддержку прибора, заявив в ходе интервью телеканалу «Аль-Иракия», что ADE 651 «помог обнаружить более 16 000 бомб, представлявших смертельную угрозу, и обезвредить более 733 заминированных автомобилей». Он также заявил следующее: «Ирак рассматривается в качестве рынка сбыта многими компаниями, производящими аналогичное оборудование… и конкурирующие компании пытаются поставить под сомнение эффективность этих приборов, закупаемых правительством».
В Мексике правительство штата Колима закупило ADE 651 на сумму порядка $10 млн.
Согласно рекламным материалам веб-сайта производителя ADE 651, прибор также использовался армией Ливана, милицией Китая, полицией Таиланда и министерством внутренних дел Регионального правительства Курдистана в Иракском Курдистане. Также на веб-сайте утверждалось, что правительство Иордании обязало отели использовать ADE 651 для проверки автомобилей на своих паркингах. Маккормик утверждал, что прибор закупили в 20 странах, и список клиентов ATSC включает «Саудитов, полицию Индии, отдел по борьбе с наркотиками из Бельгии, исправительное учреждение Гонконга и военно-морской флот Читтагонга».
Бельгийская полиция муниципального региона Гел-Лакдал-Мерхаут использовала ADE 651 для поиска наркотиков. Пакистанская служба обеспечения безопасности аэропортов в 2010 году, уже после наложения запрета на экспорт ADE 651 и предъявления обвинений Маккормику, продолжала использовать ADE 651 или аналогичные устройства в качестве детекторов взрывчатки в аэропорту «Джинна» города Карачи.

## Эффективность
Применение ADE 651 вызвало волну острой критики, привело к открытию уголовного дела о мошенничестве против производителя и наложению запрета на экспорт прибора из Великобритании в Ирак и Афганистан. Использование прибора службами безопасности Ирака стало предметом журналистского расследования, начатого New York Times в ноябре 2009 года. Представители вооружённых сил США и технические эксперты заявляли о бесполезности прибора. В «Сандийских национальных лабораториях» провели ряд тестов аналогичных «универсальных детекторов», показавших их неработоспособность. В Ираке охранник и водитель, работавшие на New York Times, смогли провезти два автомата АК-47 и патроны к ним через девять блокпостов, на которых сотрудники полиции использовали ADE 651 для обнаружения взрывчатки и огнестрельного оружия.
Джеймс Рэнди, известный иллюзионист и научный скептик, в 2008 году предложил традиционную премию в один миллион долларов любому, кто сможет доказать эффективность работы прибора в ходе контролируемого теста. Рэнди в открытом письме назвал ADE 651 «бесполезным шарлатанским прибором, не способным выполнять никакой другой функции, помимо изъятия денежных средств у наивных людей. Это подделка, надувательство, жульничество, примитивное мошенничество. Докажите, что я неправ, и получите миллион долларов». Согласно заявлению Джеймса Рэнди, он не получил никакого ответа от ATSC.
Немецкий журнал Der Spiegel сообщал, что ADE 651 в 2008 году тестировался в Израиле и «был выкинут из страны». Израильский эксперт-взрывотехник заявил в интервью Spiegel: «эта штука не имеет ничего общего с обнаружением взрывчатки».
В США ФБР неоднократно предупреждало о недопустимости использования аналогичных приборов для обнаружения взрывчатки ещё в середине 1990-х годов после скандала с Quadro Tracker, продажа которого была признана мошенничеством, и выпустила повторное предупреждение в 1999 году. Тестирование аналогичного ADE 651 прибора армией США показало, что он не способен обнаружить грузовик, перевозивший тонну тротила. В июне 2009 года в американской армии провели лабораторное исследование ADE 651 с использованием рентгеновской установки и пришли к выводу о неработоспособности устройства. Согласно заявлению майора Джо Скрокка, «исследование показало отсутствие каких-либо принципиальных возможностей у ADE 651 для обнаружения взрывчатки — данный прибор является неработоспособным и мошенническим. По результатам данного исследования ВС США уведомили все военные и гражданские службы Ирака о том, что данный детектор взрывчатки является неработоспособным, и на него нельзя полагаться при обеспечении безопасности персонала».
В январе 2010 года журналисты BBC Кэролайн Хоули и Мейрион Джонс в передаче Newsnight показали отчёт о тестировании ADE 651. Они попросили экспертов Компьютерной Лаборатории Кембриджского университета изучить одну из «запрограммированных карт обнаружения субстанций», которая использовалась в приборе для обнаружения тротила. В лаборатории было обнаружено, что карта содержит лишь радиочастотную метку, обычно применяемую в магазинах для предотвращения краж. По заявлению сотрудника лаборатории доктора Маркуса Кана, у карты отсутствует принципиальная возможность что-либо обнаруживать и она «не имеет ничего общего с обнаружением тротила». Карта не может быть запрограммирована, так как не имеет ни памяти, ни микропроцессора, на простейшей радиочастотной метке нельзя сохранить информацию в какой-либо форме. Несмотря на высокую цену дополнительных карт, их себестоимость составляла около 2—3 пенсов. Кан добавил: «это самые дешёвые компоненты, которые отдалённо напоминают активную электронику, и являются достаточно плоскими, чтобы их можно было разместить внутри карты». «Считыватель карт» оказался пустой пластиковой коробкой. Профессор психологии Брюс Худ отметил, что вращение свободно закреплённой антенны происходит за счёт неосознанного перемещения запястья оператора под действием идеомоторного акта. Эксперт-взрывотехник Сидни Алфорд охарактеризовал прибор как «безнравственный», заявив Newsnight, что «он мог привести к гибели нескольких десятков, если не сотен людей». Ведущие Newsnight отметили, что в ходе атак террористов-смертников в Багдаде были убиты и ранены тысячи людей, и атаковавшие не были обнаружены при помощи ADE 651.
Джим Маккормик отказался давать интервью Newsnight, но заявил корреспондентам New York Times, что ATSC продолжит свой бизнес: «Наша компания по-прежнему полностью работоспособна». Он добавил, что ATSC имеет дело со скептиками на протяжении десяти лет, и основной причиной критики прибора является его примитивный дизайн. Маккормик заявил: «мы работаем над новой моделью с мигающими лампочками».

## Расследование и запрет на экспорт

### Великобритания
На неработоспособность ADE 651 обратили внимание британской полиции представители вооружённых сил Великобритании и США в Ираке. Дело перешло к старшему констеблю Колину Порту, который приказал начать расследование в отношении Маккормика и компании ATSC. В январе 2010 года Джим Маккормик был арестован по подозрению в мошенничестве. 12 июля 2012 года Маккормику были предъявлены обвинения в нескольких эпизодах мошенничества в соответствии с Актом о мошенничестве 2006 года.
После выхода в 2010 году выпуска программы Newsnight на BBC, посвящённого детальному изучению ADE 651, Министерство предпринимательства, инноваций и ремесел Великобритании заявило, что тесты, проведённые BBC, показали «невозможность применения технологий, используемых в ADE 651 и аналогичных устройствах, для обнаружения взрывчатки» и приборы «могут причинить ущерб британским военнослужащим или силам союзников в Ираке и Афганистане». В дальнейшем было принято решение запретить экспорт ADE 651 и аналогичных устройство в эти два государства в соответствии с Актом о контроле за экспортом 2002 года начиная с 27 января 2010 года. Ранее прибор не подпадал под экспортные ограничения, так как формально относился к категории гражданского оборудования. Министерство предложило властям Ирака сотрудничество в проведении расследования относительно закупок прибора местными силовыми ведомствами. В приказе на запрет экспорта в Ирак и Афганистан была использована формулировка «питаемое статическим электричеством оборудование для обнаружения взрывчатых веществ».
Суд над Маккормиком проходил с марта по апрель 2013 года в лондонском Олд-Бейли. В суде было заявлено, что «приборы не работают и он (Маккормик) знал о том, что они не работают. Он производил их с целью продажи, и, вопреки их фактической неработоспособности, люди покупали их, принося большую, но необоснованную прибыль». Маккормик делал заведомо ложные утверждения о своей принадлежности к Международной ассоциации техников и исследователей взрывных устройств (англ. International Association of Bomb Technicians and Investigators), противоправно используя логотип данной организации. В ответ на утверждения о принципиальной неработоспособности своих приборов и его в этом заведомой осведомлённости Маккормик утверждал, что продавая ADE 651 и аналогичные приборы различным силовым ведомствам по всему миру, он ни разу не сталкивался с жалобами заказчиков.
23 апреля 2013 года Маккормик был признан виновным в трёх случаях мошенничества. Старший следователь по данному делу, суперинтендант Найджел Рок заявил:

Не было продемонстрировано никаких доказательств того, что Маккормик или его компания ATSC UK проводила какие-либо научно-исследовательские и опытно-конструкторские работы в отношении производимых продуктов; по факту он отказался предоставить приборы под маркой ADE для проведения независимого тестирования. Он продал свои детекторы многим правительственным организациям, охранным агентствам и частным компаниям по всему миру. В большей доле этих государств существовал и продолжает существовать повышенный уровень террористической угрозы и преступности. Ирак был одним из государств, закупившим в период с 2008 по 2010 годы 6000 приборов на общую сумму более 40 миллионов долларов.
Приборы в тот период использовались на множестве блокпостов Ирака. Совершенно ясно, что гражданский и военный персонал подвергался значительному риску, полагаясь на это оборудование. Маккормик продемонстрировал полное пренебрежение к безопасности тех, кто полагался на использование прибора для обеспечения собственной безопасности и защиты. Он получил несколько миллионов фунтов от своего алчного и преступного предприятия.
Оригинальный текст (англ.)There was no evidence demonstrated, that McCormick or his company ATSC UK conducted any proper research or development into the products manufactured; in fact he refused to submit the ADE devices to independent tests. He sold his detection devices to many governments, defence agencies and private institutions around the world. A large proportion of these were countries where there was and still remains a real risk of terrorism and criminality. Iraq was one country which between 2008–2010 bought 6,000 devices at a cost in excess of $40 million.

The devices were used at numerous checkpoints within Iraq during this period. It is clear that both civilians and armed forces personnel were put at significant risk in relying upon this equipment. McCormick showed a complete disregard for the safety of those that used and relied upon the device for their own security and protection. He amassed many millions of pounds through his greed and criminal enterprise.

Установлено, что Маккормик заработал на продаже ADE 651 несколько миллионов фунтов, на которые он приобрёл загородный дом в Сомерсете, бывший дом Николаса Кейджа в Бате стоимостью £3,5 миллиона с обустроенным в подвале бассейном, дома на Кипре и во Флориде, роскошную яхту стоимостью £600000, и трёх лошадей для одной из своих дочерей. Полиция заявила, что займётся поиском и конфискацией его активов в соответствии с Актом о доходах, добытых преступным путем (Proceeds of Crime Act 2002).
Маккормик был приговорён к десяти годам тюремного заключения 2 мая 2013 года. В ходе оглашения приговора судья Ричард Хуон заявил: «Ваши мошеннические действия, связанные с продажей большого количества бесполезных приборов для получения сверхприбыли, обеспечили ложное ощущение безопасности и, по всей вероятности, способствовали гибели множества невинных людей». Судья отметил, что Маккормик не продемонстрировал никаких следов раскаяния или осознания своих противоправных действий.
Бригадный генерал Саймон Марринер рассказал в суде, что ADE 651 имеет непосредственное отношение к неспособности предотвратить террористические атаки: «мы приходим к неизбежному выводу о том, что устройства сдетонировали после прохода через блокпосты, что привело к гибели иракских граждан».
Адвокат Маккормика подал на апелляцию, утверждая, что приговор был чрезмерным, так как непосредственную связь между действиями его клиента и гибелью людей во время терактов доказать в суде не удалось. Апелляция Маккормика была отклонена Апелляционным судом Англии и Уэльса. Судья Элган Эдвардс заявил, что действия Маккормика были направлены на получение сверхприбыли, и он полностью осознавал их последствия. В дальнейшем Маккормика обязали выплатить £7 944 834 в качестве компенсации пострадавшим от мошеннических действий организациям, из них Ираку — £2,3 миллиона.

### Ирак
Неспособность ADE 651 предотвратить серию терактов в Багдаде и обстоятельства закупки приборов стали предметом разбирательств в Ираке ещё до разоблачений в прессе. В ноябре 2009 года New York Times сообщала, что Акил Аль-Турехи, инспектор МВД Ирака, начал расследование относительно заключённых между министерством и ATSC контрактов. Премьер-министр Ирака Нури Аль-Малики также распорядился начать исследование эффективности приборов после нескольких террористических атак. Иракский парламент не назначал официального расследования, но депутат Надим аль-Джабири заявил: «парламентский комитет, отвечающий за оборону и безопасность, возглавляемый Хади Аль-Амири, занимается данным вопросом в рамках общих обязательств парламента по контролю». Отчет МВД Ирака содержал упоминание о том, что «многие жизни были потеряны из-за полной неработоспособности прибора». В дальнейшем расследование было свёрнуто, предположительно по коррупционным мотивам, так как до 75 % официальной стоимости контрактов уходило на полученные иракскими чиновниками откаты.
Разоблачения BBC 2010 года вызвали волну возмущения в Ираке. Сотрудник полиции заявил New York Times: «Наше правительство виновно в смерти тысяч невинных людей за время использования этих приборов в Ираке». Депутат Аммар Тума, представитель парламентского комитета по обороне и безопасности сказал: «Деятельность этой компании привела к потере не только большого количества бюджетных средств, но и к массовой гибели невинных граждан Ирака, они погибали сотнями и тысячами в результате атак, от которых, как мы думали, были надёжно защищены». В интервью газете «Ашарк Аль-Авсат» он заявил: «у Комитета сейчас две задачи. Во-первых, необходимо установить истину в ситуации с заключением контрактов на поставку этих детекторов взрывчатки, изучив все детали контракта и сопутствующие обстоятельства. Необходимо рассмотреть возможность сговора при подписании контракта и выяснить, является ли неработоспособность приборов результатом их технического несовершенства. Все варианты заслуживают рассмотрения». Аммар Тума также упомянул о том, что в 2009 году министр обороны Абдул Кадир Мухаммед Яссим Обейди в ходе экстренных парламентских слушаний 2009 года проинформировал парламент Ирака о том, что «возможность обнаружения заминированных автомобилей и взрывчатки при помощи этих приборов весьма ограничена, и это, по всей вероятности, свидетельствует о их низкой эффективности».
Другой депутат, Хуссейн Аль-Фаллуджи, потребовал, чтобы силовые ведомства Ирака немедленно прекратили использование ADE 651. Его предложение о создании специального парламентского комитета, задачей которого стал бы возврат потраченных на приборы средств, было поддержано остальными парламентариями. Хади Аль-Амери, глава парламентского комитета по обороне и безопасности, заявил о своём намерении настаивать на проведении официального расследования всех обстоятельств продажи ADE 651 в Ирак. При установлении противоправности действий ATSC предполагалось добиться получения компенсации при содействии министерства иностранных дел. Депутат Ханин Кадо заявил: «Если мы полагаемся на работу этих приборов, то нет никакого смысла в существовании блокпостов. Данное обстоятельство делает весь Багдад беззащитным перед атаками террористов. Мы находимся в опасной ситуации — новых атак можно ожидать в любое время. Мы должны выяснить, кто именно покупал и продавал эти детекторы и услышать их разъяснения в суде».
Высший ревизионный совет Ирака объявил о начале расследования обстоятельств закупки ADE 651, особое внимание в котором планировалось уделить чиновникам, ранее публично отстаивавшим работоспособность прибора. В генштабе иракской армии, ранее закупившем 100 приборов, поспешили от них дистанцироваться. Генерал-майор Касим Аль-Мусави, представитель ведомства, заявил: «Приборы помогли нам в определённых аспектах нашей деятельности, но в других они оказались бесполезны. Их эффективность не соответствует нашим ожиданиям. Существует определённый процент ложных срабатываний — возможно, эти приборы нуждаются в доработке».
Согласно заявлению старшего инспектора МВД Акила Аль-Турехи, он проводил исследование ADE 651 в 2008 году и нашёл прибор неработоспособным и дорогостоящим, рекомендовав ведомствам Ирака отказаться от его закупки. Он заявил в интервью агентству «Рейтерс»: «В этом контракте присутствует коррупционная составляющая, мы обратили на это внимание и предоставили соответствующий доклад министру внутренних дел. Мы сообщили о том, что компания, с которой министерство заключило контракт, имеет плохую международную репутацию в сфере производства детекторов взрывчатки, цена является сильно завышенной и не соответствующей возможностям прибора». Первоначальное расследование показало, что ADE 651 способен обнаружить взрывчатку, и МВД не отменило контракт вопреки предостережениям Аль-Турехи.
Несмотря на скандал ADE 651 по-прежнему применяли на блокпостах по всему Ираку. Министр внутренних дел открыто защищал продолжение эксплуатации прибора. В 2010 году генерал Джихад аль-Джабири, руководивший в то время антитеррористическим подразделением МВД, заявил BBC: «Мы провели ряд тестов, показавших положительные результаты. Вдобавок, мы получили официально задокументированные рапорты из нескольких провинций Ирака, в которых сообщается о том, что приборы помогли обнаружить тысячи взрывных устройств, заминированных домов и автомобилей, и мы также заметили уменьшение количества терактов с использованием взрывчатки более чем на 90 процентов». Генерал Тарек Аль-Асл, помощник заместителя министра внутренних дел, в интервью газете «Ашарк Аль-Авсат» представил собственную интерпретацию причин судебного преследования Джима Маккормика: «Причина, по которой был арестован руководитель компании, заключается не в том, что прибор не работает, а в отказе раскрыть принципы его работы властям Великобритании и стоящим за ними американцам. Я лично тестировал этот прибор и он работает на 100 % эффективно и надёжно».
В феврале 2011 года генерал Аль-Джабири был арестован по обвинению в коррупции, связанной с закупкой ADE 651. Впоследствии он был уличён в получении нескольких миллионов долларов в качестве взятки от Маккормика и приговорён к тюремному заключению вместе с двумя другими иракскими чиновниками. По некоторым данным, Маккормик платил откаты пятнадцати различным иракцам через банк в Бейруте.
В одном из отчётов Акил Аль-Турехи предоставил сведения о том, как автомобиль, перевозивший снаряды и ракеты, смог беспрепятственно проехать через 23 багдадских блокпоста, оборудованных ADE 651. Ложное ощущение безопасности, которое давал прибор, имело катастрофические последствия для многих граждан Ирака, сотни которых погибли в результате устроенных террористами взрывов, которые ADE 651 не мог предотвратить. 21-летняя Ханин Альван рассказала в интервью BBC, что её жизнь рухнула после одного из таких взрывов — её нерождённый ребёнок погиб, сама она была тяжело ранена. Ханин получила многочисленные ожоги, из-за которых ей пришлось перенести 59 операций, а её муж подал на развод. Она заявила: «Когда люди проходили через блокпосты, снабжённые этими приборами, они считали, что находятся в безопасности. Приборы оказались бесполезными. У человек, который их продавал, нет совести, он просто моральный банкрот. Как он мог продавать их просто ради заработка и уничтожать человеческие жизни?».
ADE 651 и другие фальшивые детекторы взрывчатки всё ещё использовались в Ираке в июле 2016 года. Это считается одной из причин, по которой не удалось предотвратить крупный двойной теракт в Багдаде, унёсший жизни более 300 человек. Хайдер Аль-Абади, премьер-министр Ирака, выпустил приказ силовым ведомствам прекратить использование подобных приборов.

### Пакистан
Пакистан закупал ADE 651 для службы обеспечения безопасности аэропортов (англ. Airports Security Force, ASF). После начала скандала, связанного с применением ADE 651 в Ираке, аналогичные опасения возникли в Пакистане, но ASF продолжала использовать прибор. Представители ASF в 2010 году заявляли, что вместо ADE 651 используют аналогичный прибор собственной разработки под названием Khoji. Несмотря на предостережения экспертов и учёных эти приборы продолжают производить и использовать в Пакистане. К 2016 году было произведено около 15000 приборов. В августе 2016 году сенатор Шерри Рехман заявил о намерении привлечь внимание правительства к данной проблеме во время очередной парламентской сессии.

### Бельгия
Бельгийская полиция приобрела один экземпляр ADE 651 в 2008 году £12800 для поиска наркотиков в качестве относительно недорогой альтернативы собаке. Согласно заявлению суперинтенданта Тейри Мёнье, неработоспособность прибора была установлена практически сразу: «Мы не смогли получить никаких результатов. Мы пытались использовать прибор для обнаружения наркотиков в автомобилях в течение нескольких месяцев, мы давали прибор сотрудникам, занимавшимся обнаружением наркотиков при обысках. Результаты были отрицательными».

### Ливан
В Ливане ADE 651 закупали различные ведомства вооружённые сил Ливана и UNIFIL (временные силы ООН в Ливане). UNIFIL закупили пять ADE 651 по цене £46000 для обнаружения взрывчатки в автомобилях. Компания ATSC предлагала представителям ООН закупить ещё 80 приборов, но не смогла предоставить адекватных результатов тестирования эффективности, предложив ООН провести собственные тесты. В ходе двухдневных испытаний, проведённых UNIFIL, было установлено, что прибор «не соответствует предназначению».

### Другие страны
ADE 651 также был продан заказчикам из Алжира, Бахрейна, Бангладеш, Грузии, Индии, Ирана, Кении, Нигера, Катара, Румынии, Туниса, Саудовской Аравии, Сирии, ОАЭ и Вьетнама.
ADE 651 был закуплен несколькими охранными агентствами Бахрейна, включая охрану отеля Mövenpick. Министерство внутренних дел Бахрейна запретило применение ADE 651 в 2010 году и тесно сотрудничало с полицией Великобритании по делу ATSC. Глава службы безопасности отеля Mövenpick давал показания на судебном процессе, подтвердив полную неработоспособность прибора.

## Аналогичные устройства
Предшественник ADE 651 под названиями Quadro Tracker и Positive Molecular Locator продавался компанией Quadro Corp. в США в середине 1990-х годов.
В 2000-х годах начали появляться многочисленные клоны Quadro Tracker — сначала в Великобритании, затем и в других странах. Джим Маккормик, помимо ADE-651, своего основного «изобретения», продавал детекторы под названиями Mole, ADE-100, ADE-200 и ADE-650.
Гэри Болтон, бывший партнёр Маккормика занимался продажей универсальных детекторов под названием GT200. В августе 2013 года он был признан виновным в мошенничестве и приговорён к семи годам тюремного заключения и выплате компенсации в размере £1,25 миллиона.
Сэмуэль и Джоан Три, супружеская пара, в начале 2000-х начавшая работать с Болтоном, занималась продажей детекторов под названием Alpha 6 вместе с Саймоном Шеррардом. Им удалось продать свои приборы различным ведомствам Таиланда на общую сумму более 10 миллионов долларов. Шеррард утверждал, что его универсальный детектор можно использовать для поиска пропавших людей, и даже пытался установить местонахождение Мадлен Маккейн, «программируя» Alpha 6 при помощи её фотографии. В 2013 году Сэмуэль Три был приговорён к трём с половиной годам тюрьмы, его жена Джоан — к 300 часам общественных работ, а Саймон Шеррард был оправдан — обвинению не удалось доказать его осведомлённость о заведомой неработоспособности продаваемых приборов.
Фальшивые «универсальные детекторы» продолжают периодически появляться под другими названиями: Sniffex, HEDD1, XK9, PSD-22, H3Tec, DKL LifeGuard.